# Эфенди, Самира
Сами́ра Эфе́нди (азерб. Samirə Əfəndi, полное имя — Сами́ра Азе́р кызы́ Эфе́ндиева (азерб. Samirə Azər qızı Əfəndiyeva); род. 17 апреля 1991, Баку) — азербайджанская певица. Представительница Азербайджана на конкурсе песни «Евровидение-2021». Первоначально она должна была представлять Азербайджан на ныне отменённом «Евровидении-2020» с песней «Cleopatra» в первом полуфинале конкурса 12 мая 2020 года.

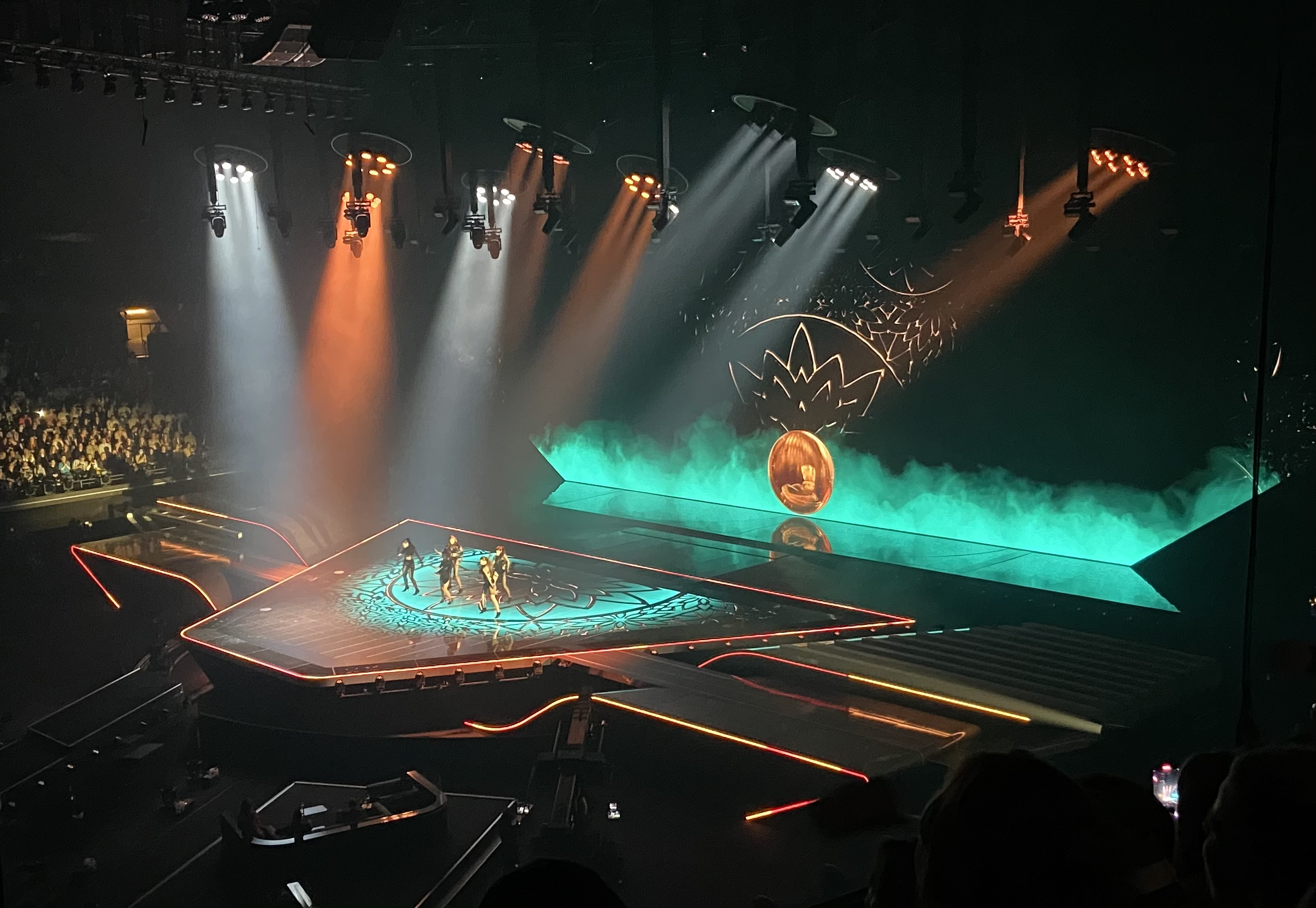
Выступление Самиры Эфенди на «Евровидении-2021»

## Карьера

### Ранняя карьера
Эфенди приобрела популярность в своей стране после участия в песенных конкурсах Yeni Ulduz (2009), Böyük Səhnə (2014) и The Voice of Azerbaijan (2015—2016, третье место). В 2017 году была представителем Азербайджана на международном певческом конкурсе Silk Way Star, который проходил в Алма-Ате, Казахстан, и заняла третье место. Эфенди снова представляла свою страну на фестивале «Голос Нур-Султана», проходившем в Нур-Султане, Казахстан, в 2019 году.

### Евровидение-2020
28 февраля 2020 года азербайджанская телекомпания ITV объявила, что Самира Эфенди была выбрана внутренним отбором, чтобы представить Азербайджан на конкурсе песни «Евровидение 2020», но конкурс был отменен из-за пандемии COVID-19.

### Евровидение-2021
В 2021 году певица вновь была выбрана в качестве представителя Азербайджана на «Евровидение». Самира Эфенди исполнила песню «Mata Hari» и вышла в финал. В финале исполнительница заняла 20-е место, набрав 65 баллов.

## Дискография

### Синглы
| Название       | Год  |
| -------------- | ---- |
| «Yarımın Yarı» | 2019 |
| «Sən Gələndə»  | 2019 |
| «Yol Ayrıcı»   | 2019 |
| «Cleopatra»    | 2020 |
| «Mata Hari»    | 2021 |